# David Bowes-Lyon
 (février 2017).
Si vous disposez d'ouvrages ou d'articles de référence ou si vous connaissez des sites web de qualité traitant du thème abordé ici, merci de compléter l'article en donnant les références utiles à sa vérifiabilité et en les liant à la section « Notes et références ».

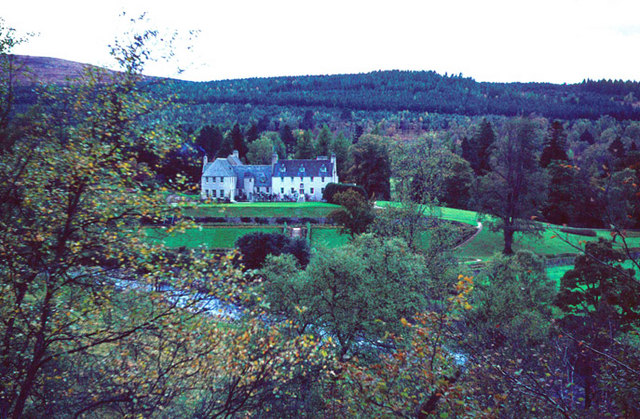
Birkhall, lieu du décès de David Bowes-Lyon

Sir David Bowes-Lyon, né le 2 mai 1902 à Londres et mort le 13 septembre 1961 à Birkhall, est le sixième fils du 14e comte de Strathmore et Kinghorne, Claude Bowes-Lyon (1855-1944) et de son épouse Cecilia Nina Cavendish-Bentinck (1862-1938). 
Il est connu pour être le frère cadet d'Elizabeth Bowes-Lyon (1900-2002), épouse du roi George VI (1895-1952). 

## Biographie
Il est le beau-frère du roi George VI, et l'oncle de la souveraine du Royaume-Uni, Élisabeth II (1926-2022) et de la princesse Margaret (1930-2002). Il est lord-lieutenant du Hertfordshire de 1952 à 1961.

### Famille

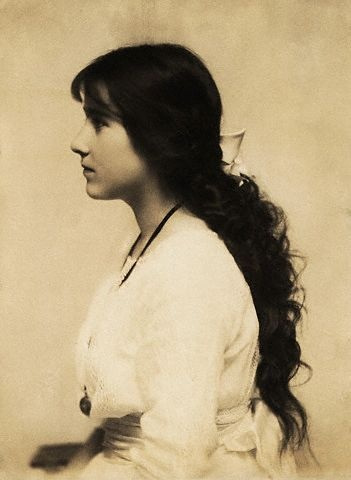
Élizabeth Bowes-Lyon, sœur ainée de David Bowes-Lyon et future épouse du roi George VI

David Bowes-Lyon est le dernier enfant d'une fratrie qui en compte dix. Sa sœur aînée, Élisabeth, en raison de leur petite différence d'âge, grandit avec lui. Le frère et la sœur sont d'ailleurs très proches tout au long de leur vie. En 1923, cette dernière épouse le prince Albert, duc d'York, et entre dans la famille royale. David, de son côté, se marie avec Rachel Pauline Clay (1907-1996) le 6 février 1929. De cette union, naissent deux enfants :
- Davina Catherine Bowes-Lyon (née le 2 mai 1930 et décédée le 1er novembre 2017) ;
- Sir Simon Alexander Bowes-Lyon (né le 17 juin 1932), lord-lieutenant du Hertfordshire de 1986 à 2002.

### Activité
Membre de la Political Warfare Executive chargé de la propagande secrète durant la Seconde Guerre mondiale, David Bowes-Lyon effectue également un ambassade aux États-Unis au cours de l'année 1941 et sut se faire une place importante dans l'Hertfordshire (dont il devient High Sheriff puis Lord Lieutenant). Après la guerre, en décembre 1948, il devient l'un des parrains du prince Charles (futur prince de Galles) puis, en 1953, est nommé président de la Royal Horticultural Society.

### Décès
Il meurt sur le domaine de Balmoral, à Birkhall, alors qu'il réside chez sa sœur Élisabeth. C'est elle qui le découvre inanimé sur son lit, victime d'une crise cardiaque. Il souffrait alors d'hémiplégie depuis plusieurs années. Ses obsèques ont lieu à Ballater et sa dépouille est inhumée à St Paul's Walden Bury (en).

### Vie privée

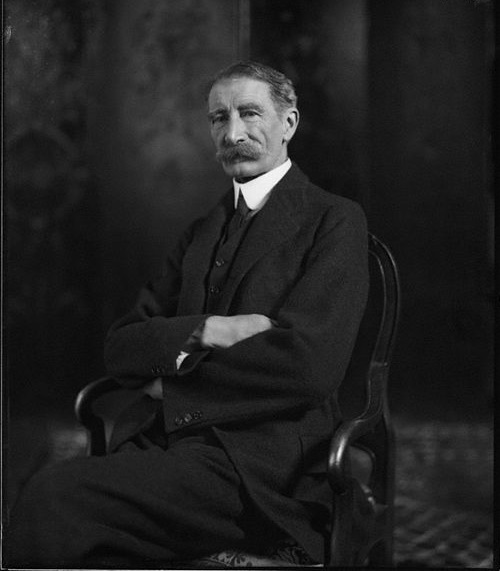
Claude Bowes-Lyon, père de David Bowes-Lyon.

En dépit de son mariage avec Rachel Clay, il est probable que David Bowes-Lyon entretenait des relations homosexuelles tel que le mentionne l'auteur et journaliste britannique Michael De-la-Noy (1934-2002) dans un ouvrage consacré à la reine Elizabeth Bowes-Lyon paru en 1994 (The Queen behind the Throne).